# Storm över Frankrike
Storm över Frankrike (fransk originaltitel: Suite française) är titeln på en planerad serie om fem romaner av Irène Némirovsky, en fransk författare av ukrainsk judisk härkomst. I juli 1942, då hon just sammanställt de två första romanerna i serien, arresterades hon och fördes till Auschwitz, där hon mördades månaden därpå. Den anteckningsbok där de två romanerna fanns nedtecknade bevarades av hennes dotter Denise Epstein. Hon läste inte igenom manuskriptet förrän omkring sex decennier senare och  upptäckte då att de utgjorde ett litterärt verk. 2004 publicerades de i en volym med titeln Suite française. 2006 utgavs denna volym, i svensk översättning av Dagmar Olsson, med titeln Storm över Frankrike.

## Handling
I de två delar av romansviten som Némirovsky hann skriva får vi följa hur en handfull personer tar sig fram och överlever, eller inte överlever, i det kaos som uppstod i Frankrike efter tyskarnas invasion i juni 1940. Tiotusentals parisare ger sig iväg från staden, på vägar och i landsortsstäder trängs förskräckta civila och vilsna franska soldater. Efter några månader stationeras tyska soldater i franska byar och inkvarteras i franska hem vilket skapar spänningar och konflikter. Storm över Frankrike avslutar sin berättelse i juni 1941. Irène Némirovskys planerade att skriva ytterligare tre delar i romansviten.

## Utställning i Paris
Manuskriptet till romanserien ingick i en utställning om Irène Némirovsky som öppnades i oktober 2010 i Paris, den stad som den blivande författaren flyttade till som tonåring 1919.